# ميكي بيكر
ميكي بيكر (بالإنجليزية: Mickey Baker)‏ هو عازف جاز وعازف قيثارة أمريكي، ولد في 15 أكتوبر 1925 في لويفيل في الولايات المتحدة، وتوفي في 27 نوفمبر 2012 في تولوز في فرنسا.

## وصلات خارجية
- ميكي بيكر على موقع IMDb (الإنجليزية)
- ميكي بيكر على موقع ميوزك برينز (الإنجليزية)
- ميكي بيكر على موقع ميوزك برينز (الإنجليزية)
- ميكي بيكر على موقع أول ميوزيك (الإنجليزية)
- ميكي بيكر على موقع ديسكوغز (الإنجليزية)
- ميكي بيكر على موقع ديسكوغز (الإنجليزية)
- ميكي بيكر على موقع ديسكوغز (الإنجليزية)
- ميكي بيكر على موقع ديسكوغز (الإنجليزية)